# کون‌مسی
کون‌مسی، روستایی از توابع بخش چاروسا شهرستان کهگیلویه در استان کهگیلویه و بویراحمد ایران است.

## جمعیت
این روستا در دهستان طیبی سرحدی شرقی قرار دارد و براساس سرشماری مرکز آمار ایران در سال ۱۳۸۵، جمعیت آن ۱۰۳ نفر (۱۴خانوار) بوده‌است و در سال ۱۴۰۰ جمعیت این روستا ۵۰۳ نفر(۳۱خانوار) بوده است